# Приходько Анастасія Костянтинівна
Анастасі́я Костянти́нівна Прихо́дько (нар. 21 квітня 1987, Київ) — українська співачка, громадська діячка, заслужена артистка України.  Співзасновниця громадського руху «Вимагаю змін». Здобувши популярність спершу в Росії, після Євромайдану відмовилася від усіх російських нагород. У жовтні 2018 року повідомила, що йде зі сцени.

## Життєпис
Народилась 21 квітня 1987 року в місті Києві. Мати — театральна критикиня, працює в Міністерстві культури України. 
Настя змалку вчилася музиці, зокрема у музичній школі навчилась грати не тільки на фортепіано, але й на флейті, гітарі, крім того, відучилася за диригентсько-хоровим класом.
Професійну освіту почала здобувати в Київському державному музичному училищі ім. Глієра.
Захоплення — верхова їзда, шахи, тайський бокс, стрільба.

## Музична діяльність
Репертуар співачки складають як авторські, так і народні композиції українською та російською мовами. Має доволі рідкісний для естради голос — контральто.
У 15 років (2002) взяла участь у кастингу з відбору учасниць до складу жіночого гурту «ВІА Гра».
Після закінчення навчання в музучилищі за класом «народний вокал» і в Київському національному університеті культури і мистецтв співачка розпочала сольну кар'єру, взявши участь у низці українських і міжнародних фестивалів, в тому числі здобувши на одному з них (у Болгарії) 3-ю премію.
Популярність здобула спершу в Росії, завоювавши перемогу в Російській «Фабриці зірок-7». Після перемоги у телеконкурсі молода співачка підписала контракт з продюсером Костянтином Меладзе. Невдовзі заспівала дуетом із Валерієм Меладзе пісню «Безответно».
2009 року із піснею «Мамо» представляла Російську Федерацію на Пісенному конкурсі Євробачення, що відбувся в Москві, де посіла 11-е місце.

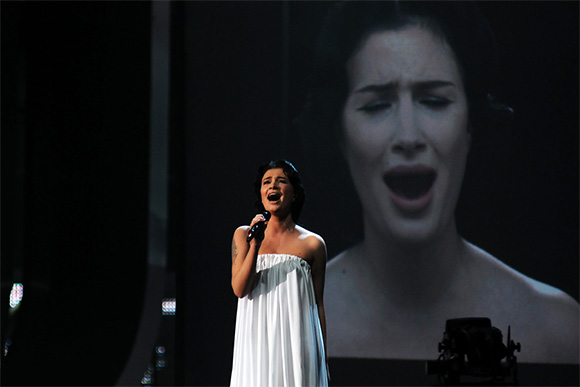
Приходько на репетиції конкурсу «Євробачення-2009».

Брала участь у півфіналі українського національного відбору Пісенного конкурсу «Євробачення 2016».

## Скандал з участю в російському Євробаченні 2009
Анастасія Приходько ухвалила рішення взяти участь в українському національному відборі 54-го Пісенного конкурсу Євробачення, що мав відбутись у травні 2009 року в Москві, з цілком українськомовною піснею «Мамо» і вже від самого початку розглядалася як один із найімовірніших переможців. Однак уже на стадії півфіналу відбору, що відбувся 8 лютого 2009 року, розгорівся значний скандал — деякі з членів журі опротестували участь у конкурсі Приходько, апелюючи як до нібито наявних регламентних порушень пісні (тривалість понад 3 хв і раніше оприлюднення твору до 1 жовтня 2008 року), так і до буцімто лобіювання виконавиці на найвищому рівні й навіть пропозицій підкупу членів журі. Інша сторона конфлікту, а саме продюсери К. Меладзе та О. Мозгова, а також сама Приходько, справедливо наводили як контраргументи заангажованість членів журі та вказували на інші численні порушення регламенту проведення відбору, серед яких головними були продюсування одним із членів журі, а саме О. Пономарьовим, відразу двох учасниць. Головною вимогою протестувальників було повторне проведення півфіналу конкурсу. У результаті оприлюднення результатів півфіналу відтерміновувалося, а в опублікованому нарешті 19 лютого НТКУ списку виконавців, що потрапили до фіналу національного відбору на пісенний конкурс Євробачення-2009, імені А. Приходько не виявилось, позаяк було дискваліфіковано за порушення регламенту конкурсу. Причому змінити рішення Оргкомітету українського національного відбору на «Євробачення-2009» не змогли ані відкритий лист А. Приходько до Президента України Віктора Ющенка, під яким підписалось чимало знаних діячів культури і мистецтв, у тому числі Софія Ротару, Микола Мозговий, Тіна Кароль тощо, ані заборона Шевченківського районного суду Києва від 5 березня проводити фінал національного відбору на участь у пісенному конкурсі Євробачення-2009.
За декілька днів до проведення українського фінального відбору, що відбувся 8 березня, рішенням журі російського відбіркового конкурсу Анастасію Приходько з піснею «Мамо» було включено 16-ю до складу фіналістів російського відбору на «Євробачення-2009». Принциповим рішенням співачки було лишити українську мову в пісні, бодай у приспіві, щоб таким чином пісня принаймні була двомовною:
|  | Я впевнена у тому, що якщо ти представляєш країну, то маєш співати рідною мовою. Російський оргкомітет ухвалив мою принципову умову про виконання пісні «Мамо» у фіналі російського відбіркового туру українською та російською мовами. |

У результаті на проведеному саме в переддень українського фіналу 7 березня фіналі російського відбіркового туру Анастасія Приходько виконала пісню «Мамо» з 2 російськомовними (перекладеними з оригіналу) куплетами і україномовним приспівом. У ході голосування співачка отримала більшість голосів — 25 % на народному телефонному та SMS-голосуванні, а також отримала 6 проти 5 голосів професіонального журі в підтримку, відтак виборола право представляти Росію на «Євробаченні-2009».
Перемога Анастасії Приходько на російському фіналі відбору до «Євробачення-2009» так само породила скандал, зокрема Йосип Прігожин, продюсер російської співачки Валерії, основної конкурентки А. Приходько, заявив про бажання опротестувати результати відбору, також існують різні точки зору на відповідність проведення російського фіналу, в тому числі й виступу А. Приходько, чинному регламенту, крім того, деякі росіяни не задоволені тим, що Росію представлятиме українська співачка, ще деякі не схвалюють україномовність її пісні, а Ліберально-демократична партія Росії в особі свого лідера В. Жириновського взагалі зробила заяву, що Анастасія Приходько як представниця Росії на «Євробаченні»-2009 завдає шкоди престижу країни й він намагається ініціювати розслідування в парламенті правочинності обрання представника від Росії. Відома своїми численними ксенофобськими висловлюваннями газета «Московський комсомолець» опублікувала статтю Артура Гаспаряна «Анастасия Приходько: „Гитлер был в одном прав“», в якій приписала співачці націоналістичні висловлювання. Співачка та її продюсер назвали ці звинувачення маячнею, а брат Приходько Назар подав на газету в суд за наклеп.

## Громадська діяльність
Під час Євромайдану Приходько в інтерв'ю ТСН повідомила, що щодня буває на Майдані. Возить мітингувальникам їжу і одяг. 14 грудня 2013 р. виконала кілька своїх хітів зі сцени Євромайдану:
Ось і заспівала на майдані! І пишаюся цим! Це був найкращий день у моєму житті! Я пишаюся своїм народом і своєю країною! Всім дякую і низький уклін кожному, хто стоїть на майдані! Я з вами! Разом і до кінця! Європа!!!!!!.
Приходько відмовилась від усіх нагород, вручених їй в Росії. Про це вона заявила 2 грудня 2014 р. під час презентації свого нового кліпу в Києві, присвяченого українським бійцям. На своїй сторінці у Фейсбук співачка написала:
Я відмовилась від всіх російських нагород. Якщо у когось ще були якісь сумніви, надіюсь, їх більше немає і не буде. Хочу, щоб ці «нагороди» принесли користь. Допомогли нашим бійцям-солдатам і добровольцям, а вата нехай обурюється: «Доколе! руssкие награды будут бендеровцам помогать!». Мені на них начхати. Мені головне, щоб наші Герої повернулись додому… Слава Україні!
У вересні 2015 р. повідомила про вступ до Радикальної партії Олега Ляшка для більшого впливу в розвитку української культури, але після негативної реакції шанувальників наступного місяця повідомила, що залишиться «волонтером культури поза партіями та організаціями».

## Дискографія

### Студійні альбоми
| Назва     | Деталі                                                         |
| --------- | -------------------------------------------------------------- |
| Заждалась | - Дата: 18 жовтня 2012 - Поширення: Moon - Формат: CD, Digital |
| Я вільна  | - Дата: 21 квітня 2016 - Поширення: Moon - Формат: CD, Digital |

## Музичні відео
| Рік  | Назва                                       | Режисер(и)                                     | Альбом       | Дж.    |
| ---- | ------------------------------------------- | ---------------------------------------------- | ------------ | ------ |
| 2008 | «Безответно» (feat. Валерій Меладзе)        | Алан Бадоєв                                    | Заждалась    |        |
| 2009 | «Мамо»                                      | Алан Бадоєв                                    | Заждалась    |        |
| 2010 | «Вспыхнет свет»                             | Катерина Осинська                              | Заждалась    |        |
| 2011 | «Action»                                    | Юбік Литвин                                    | Заждалась    | [ 26 ] |
| 2011 | «Между нами небо» (feat. David)             | Євген Тимохін                                  | Заждалась    |        |
| 2012 | «Ясновидящая»                               | Євген Тимохін                                  | Заждалась    |        |
| 2014 | «Половина пути»                             | Євген Тимохін                                  | Я вільна     |        |
| 2014 | «Герої не вмирають» (feat. Микита Рубченко) | Антон Шатохін                                  | Я вільна     |        |
| 2015 | «Зацелована»                                | Радислав Лукін                                 | Я вільна     |        |
| 2015 | «Не трагедия»                               | Алан Бадоєв                                    | Я вільна     |        |
| 2016 | «Дура-любовь»                               | Дмитро Маніфест Дмитро Шмурак                  | Я вільна     |        |
| 2016 | «Луна-ностальгія»                           | Віктор Придувалов                              | В очікуванні | [ 27 ] |
| 2017 | «Тримай»                                    | Дмитро Маніфест Дмитро Шмурак                  | В очікуванні | [ 28 ] |
| 2017 | «Goodbye»                                   | Олексій Мазур Денис Путінцев Дмитро Перетрутов | В очікуванні |        |
| 2017 | «Крила»                                     | Дмитро Маніфест Дмитро Шмурак                  | В очікуванні | [ 29 ] |
| 2018 | «Саме той»                                  | Юрій Двіжон                                    | В очікуванні | [ 30 ] |

## Фільмографія
- 2023 — Ботоферма (серіал) — Тата, зірка шоу-бізнесу[31]

## Нагороди
- Медаль «За відродження України» за заслуги перед країною (березень 2017 р.)[32].
- «Заслужений артист України» (2017)[33]